# 전북특별자치도
전북특별자치도는 대한민국의 남서부에 있는 특별자치도이다.
서쪽으로 황해에 면하고, 동쪽으로는 소백산맥을 경계로 경상남도·경상북도, 남쪽으로 전라남도, 북쪽으로는 충청남도·충청북도와 경계를 이룬다.

## 역사
- 1947년 익산군 이리읍이 이리부로 승격되었다.
- 1949년 군산부, 전주부, 이리부가 각각 군산시, 전주시, 이리시로 개칭되었다.
- 1962년 금산군이 충청남도로 편입되는 등 행정구역 조정이 있었다.
- 1963년 전라남도 영광군 위도면이 전라북도 부안군으로 편입되는 등 행정구역 조정이 있었다.
- 1981년 정읍군 정주읍, 남원군 남원읍이 각각 정주시, 남원시로 승격되었다.
- 1989년 김제군 김제읍이 김제시로 승격되었고, 전주시에 완산구, 덕진구가 설치되었다.
- 1995년 군산시와 옥구군을 군산시로, 이리시와 익산군을 익산시로, 정주시와 정읍군을 정읍시로, 남원시와 남원군을 남원시로, 김제시와 김제군을 김제시로 통합하였다.
- 2005년 7월 1일, 전라북도청이 전주시 완산구 중앙동4가 전라감영 부지에서 효자동3가로 이전되었다.
- 2024년 1월 18일, 특별자치도로 개편되면서 명칭이 전라북도에서 전북특별자치도로 변경되었다.

### 마한
전북특별자치도는 삼한 중 마한국의 중심지로서 마한국 총54개 부족국가 중 15개가 위치하였으며 삼국시대에는 백제에 속하게 되었다. 백제가 지방에 정방제를 성치하여 통치할 때 그 중 중방(고섭성-고부지방)이 본 도의 중심지였다.

### 백제
백제가 정방제를 설치하여 통치할 때 중방(고섭성-고부지방)이 전북특별자치도의 중심지였으며, 별궁으로 추정되는 익산시 왕궁리 유적 발굴로 무왕의 묘가 발견되는등 웅진(충청남도 공주시 인근), 사비성(충청남도 부여군 인근), 위례성(서울특별시 인근)에 이은 백제의 중심지로 추정되고 있다.
660년(백제 의자 20년) 나·당연합군에 의하여 백제가 패망함으로써 당나라 웅진도독부의 통치를 받았다.

### 고구려 부흥운동
백제가 망한후 전북특별자치도에는 보장왕의 아들 보덕왕 고안승(高安勝)과 그의 친족조카 대문(大文)을 비롯한 고구려 왕족과 그외 귀족, 유민 등이 674년 익산에 고구려를 계승한 보덕국(報德國)을 세웠다.
676년(신라 문무대왕 16년), 보덕국도 매소성 전투 등에 참가하여 신라가 당나라를 격퇴하는데 관여하였다. 전북특별자치도는 신라에 병합되었다.
683년 보덕국의 장군이자 보덕왕의 친족조카 대문이 신라에 반기를 들고 보덕국의 치소였던 익산 토성(보덕성)에서 거병하여 대문의 난을 일으켰다.
685년 신라는 대문의 난을 진압하고 보덕국을 멸망시켰다. 신라는 얼마지나지 않아 전국에 9주 5소경을 편성하고, 보덕국의 고구려 귀족과 유민들을 5소경 중 하나인 남원경(남원시)에 편입하였다.

### 고려
892년(진성대왕 6년), 견훤이 후백제를 세우고 완산주(현 전주)에 도읍을 정한 후 40여년간 후백제 관할이었다. 936년 후백제 신검(神劍) 대에 고려로 통합되었다.
996년(고려 성종 14년) 전국을 10도로 나눌 때 본 도는 강남도(江南道)라 칭하고 4주(전주-전주지방, 영주-고부지방, 순주-순창지방, 마주-옥구지방)를 설치하였다.
1018년(현종 9년)에 전국을 5도 양계(兩界)로 크게 나누면서 강남도(전북)와 해남도(전남)를 합하여 전라도라 칭하고 전주에 안찰사를 두었다.

### 조선
1392년 조선이 건국되면서 전주지역이 왕실 집성촌이 되었다.
1413년 태종 13년 전국 행정구역을 8도제로 정비하면서 전라도는 전주에 관찰사를 두고 현재의 전북특별자치도, 전라남도, 제주도 일대의 1부(府) 4목(牧), 4도호부(都護府), 12군(郡), 31현(縣)을 관할하였다.
1896년 고종 33년 전국을 13도로 나누면서 전라도는 전라남·북도로 분리되고 전북특별자치도는 26군으로 구성되었다.

### 일제강점기
1910년 옥구군을 군산부로 개편하면서 1부 27군이 되었다.
1914년 부·군을 통폐합하여 1부(군산) 14군(전주·익산·옥구·김제·정읍·고창·남원·순창·임실·장수·진안·무주·부안·금산)이 되었다. 행정구역 조정으로 구례군이 전라남도로 편입되었고, 개야도, 어청도 등 충청남도에 속해 있던 일부 지역이 전북특별자치도+
로 편입되었다.
1935년 전주군 전주읍이 전주부로 승격되고, 전주군은 완주군으로 개칭되었다.

## 지리

### 지형
전북특별자치도는 8,061.41㎢로서 전국토의 8.1%를 차지하고 있다. 한반도 남서부에 위치하고 동남쪽은 경상남도 하동군, 함양군, 거창군과 경상북도의 김천시와 소백산맥의 주능선인 반야봉(1,732m), 토끼봉(1,534m), 명성봉(1,586m), 백운산(1,279m), 남덕유산(1,508m), 무용산(1,492m) 등으로 경계를 이루고 남쪽은 전라남도의 영광군, 장성군, 담양군, 곡성군, 구례군과 접해 있으며 북쪽은 충청남도의 금산군, 논산시, 부여군, 서천군, 충청북도의 영동군과 접하여 있다.
순창군 풍산면 삼촌리 북위 35° 18´을 최남단으로 익산시 용안면 용두리 북위 36° 9´을 북단으로 남북 52´사이에 걸쳐 있으며, 동으로 무주군 무풍면 금평리 동경127° 55´ 서쪽으로 군산시 옥도면 어청도리 동경 125° 58´ 사이에 있으며 남북보다 동서가 약간 긴 지형을 갖고 있다.

## 교육
전북특별자치도 소재 대학교 목록은 아래와 같다.
국립 대학
- 전북대학교(전주시)
- 국립군산대학교(군산시)
- 전주교육대학교(전주시)
- 한국방송통신대학교 전북지역대학(전주시)
- 한국농수산대학교 (전주시)

사립 대학
- 원광대학교(익산시)
- 원광보건대학교(익산시)
- 전주대학교(전주시)
- 전주비전대학교(전주시)
- 전주기전대학(전주시)
- 우석대학교(완주군)
- 호원대학교(군산시)
- 한일장신대학교(완주군)
- 예수대학교(전주시)
- 예원예술대학교(임실군)
- 원광디지털대학교(익산시)
- 전북과학대학교(정읍시)
- 군장대학교(군산시)
- 백제예술대학교(완주군)
- 군산간호대학교(군산시)
- 한국폴리텍대학 익산캠퍼스(익산시)
- 한국폴리텍대학 전북캠퍼스(김제시)

## 문화

### 신문
- 전북도민일보
- 전북일보
- 전북제일신문
- 전민일보
- 전라일보
- 새전북신문

### 방송
- KBS전주방송총국
- 전주문화방송
- 전주방송 (JTV)

## 스포츠
| 리그명         | 팀명               | 창단연도 | 해체연도 | 홈 경기장                                   |
| K리그1         | 전북 현대 모터스   | 1994년   |          | 전주월드컵경기장                            |
| K3리그         | 전북 현대 모터스 N | 2022년   |          | 완주공설운동장                              |
| FK리그         | 전주 매그 FC       | 2009년   |          | 전주 팔복동 인조잔디구장                    |
| 한국프로야구   | 쌍방울 레이더스    | 1990년   | 1999년   | 전주종합경기장 야구장 월명종합경기장 야구장 |
| KBO 퓨처스리그 | kt 위즈            | 2013년   |          | 익산 국가대표 야구훈련장                    |

## 행정 구역
전북특별자치도의 행정 구역은 6개의 시, 8개의 군으로 되어있다. 14읍과 145면, 82동으로 세분된다.
| 이름           | 한자           | 세대    | 인구      | 면적     |
| -------------- | -------------- | ------- | --------- | -------- |
| 전주시         | 全州市         | 277,083 | 655,713   | 206.10   |
| 익산시         | 益山市         | 126,932 | 285,255   | 506.65   |
| 군산시         | 群山市         | 118,686 | 268,667   | 681.15   |
| 정읍시         | 井邑市         | 97,688  | 109,763   | 692.65   |
| 남원시         | 南原市         | 53,927  | 91,170    | 752.63   |
| 김제시         | 金堤市         | 62,085  | 83,391    | 544.90   |
| 무주군         | 茂朱郡         | 37,473  | 34,127    | 631.89   |
| 완주군         | 完州郡         | 30,259  | 91,976    | 820.15   |
| 부안군         | 扶安郡         | 30,678  | 62,692    | 493.04   |
| 고창군         | 高敞郡         | 28,835  | 55,021    | 607.71   |
| 임실군         | 任實郡         | 14,646  | 27,895    | 597.15   |
| 순창군         | 淳昌郡         | 13,885  | 28,124    | 495.76   |
| 진안군         | 鎭安郡         | 13,201  | 25,548    | 789.14   |
| 장수군         | 長水郡         | 11,372  | 22,277    | 533.43   |
| 전북특별자치도 | 全北特别自治道 | 821,517 | 1,811,619 | 8,067.40 |

### 폐지된 행정구역
- 고산군
- 김제군
- 구례군
- 남원군
- 옥구군
- 이리시
- 정주시
- 금산군
- 함열군
- 만경군
- 운봉군
- 태인군
- 고부군
- 임피군
- 금구군
- 전주부
- 남원부
- 익산군
- 정읍군
- 태산군
- 금주군
- 진예군
- 용안군
- 천령군
- 군산부

## 인구
해방 직후 전라북도의 인구는 농업을 기반으로 유지되었으며, 대체로 정체 양상을 보였다. 1950년대 한국전쟁 시기에는 피난민이 일부 유입되어 인구가 일시적으로 증가하였으나, 산업 기반의 부재로 전쟁 이후 다시 수도권 및 대도시로의 인구 유출이 본격화되기 시작하였다.
1960년대와 1970년대 정부 주도의 산업화 정책 과정에서 전라북도는 상대적으로 소외되었다. 군산항과 호남선 철도를 중심으로 한 일부 산업 기반이 존재하였으나, 영남권이나 수도권과 같은 대규모 공업단지가 형성되지는 못하였다. 이에 따라 전라북도의 인구는 1970년대 중반까지 증가세를 보였으나, 이후 급격한 인구 유출이 나타났다. 농업의 기계화와 산업화의 진전에 따라 농촌 노동력이 감소하면서, 농촌 지역에서 대도시 및 산업 도시로의 이주가 가속화되었다.
1990년대 이후 전라북도의 인구는 본격적인 감소 국면에 들어섰다. 전주·익산·군산 등 주요 도시가 일정 수준의 인구를 유지하였으나, 군 단위 농촌 지역은 빠르게 쇠퇴하였다. 청년층의 수도권 유출과 농촌 고령화가 동시에 진행되면서 전라북도는 대한민국 내에서 가장 먼저 고령화가 심화되는 지역 중 하나로 자리매김하였다. 2000년대에 이르러서는 중소 도시들조차 인구 감소를 경험하기 시작하였다.
2010년대 이후 전라북도의 인구 감소는 더욱 심화되었다. 2017년 군산조선소 폐쇄와 같은 산업 기반 약화로 청년층의 대규모 유출이 지속되었으며, 2020년대에 들어서는 도 전체 인구가 180만 명 이하로 축소되었다. 특히 군 단위 지역의 경우 소멸 위험 지자체로 분류되는 곳이 늘어났으며, 전주시는 문화·예술 중심 도시로서 상대적으로 완만한 감소세를 보이고 있다.
전북의 연도별 인구 추이
| 연도   | 총인구      | 인구그래프 | 비고 |
| ------ | ----------- | ---------- | ---- |
| 1925년 | 1,340,430명 |            |      |
| 1930년 | 1,540,006명 |            |      |
| 1935년 | 1,591,433명 |            |      |
| 1940년 | 1,579,531명 |            |      |
| 1945년 | 1,723,528명 |            |      |
| 1950년 | 2,054,697명 |            |      |
| 1955년 | 2,123,886명 |            |      |
| 1960년 | 2,393,037명 |            |      |
| 1965년 | 2,505,484명 |            |      |
| 1970년 | 2,432,126명 |            |      |
| 1975년 | 2,454,963명 |            |      |
| 1980년 | 2,287,078명 |            |      |
| 1985년 | 2,205,140명 |            |      |
| 1990년 | 2,071,789명 |            |      |
| 1995년 | 1,901,302명 |            |      |
| 2000년 | 1,887,240명 |            |      |
| 2005년 | 1,778,973명 |            |      |
| 2006년 | 1,777,007명 |            |      |
| 2007년 | 1,773,922명 |            |      |
| 2008년 | 1,771,048명 |            |      |
| 2009년 | 1,767,592명 |            |      |
| 2010년 | 1,766,084명 |            |      |
| 2011년 | 1,775,337명 |            |      |
| 2012년 | 1,789,604명 |            |      |
| 2013년 | 1,805,789명 |            |      |
| 2014년 | 1,821,076명 |            |      |
| 2015년 | 1,833,261명 |            |      |
| 2016년 | 1,833,364명 |            |      |
| 2017년 | 1,826,218명 |            |      |
| 2018년 | 1,829,093명 |            |      |
| 2019년 | 1,836,466명 |            |      |
| 2020년 | 1,817,302명 |            |      |

인구는 2020년 초를 기준으로 1,817,302명이며, 면적은 8,069.05km2로써 전국토의 8.1%를 차지하고 있다. 남녀 성비는 0.99로 여자가 조금 더 많다. 시군별로는 완주군 (1.05)이 가장 높고, 임실군 (1.03), 군산시 (1.02), 진안군 (1.02), 익산시 (0.99), 장수군 (0.99), 김제시 (0.99), 부안군 (0.99), 무주군 (0.99), 정읍시 (0.98), 전주시 (0.97), 고창군 (0.97), 남원시 (0.96), 순창군 (0.94) 순이다.

## 자매 도시
| 국가 | 지역           |
| ---- | -------------- |
| 중국 | 장쑤성(江苏省) |
| 미국 | 뉴저지주       |
| 미국 | 워싱턴주       |

| 국가 | 지역             |
| ---- | ---------------- |
| 일본 | 가고시마현       |
| 일본 | 이시카와현       |
| 중국 | 상하이시(上海市) |
| 중국 | 산둥성(山东省)   |

## 같이 보기
- 전라도
- 호남 지방
- 특별자치도
- 전북특별자치도청
- 전북특별자치도의회
- 전북특별자치도교육청
- 무진장 (지역)